# Papel sulfite
Sulfite, também chamado de apergaminhado,  Off-Set ou papel ofício, é o tipo de papel branco comum, utilizado em impressoras e fotocopiadoras. Pode ter várias cores e tamanhos, sendo o mais comum e conhecido o A4 (21 cm X 29,7 cm) branco. Seu nome é dado por causa da adição do sulfito de sódio na sua fabricação.